# 7838 Feliceierman
7838 Feliceierman eller 1993 WA är en asteroid i huvudbältet som upptäcktes den 16 november 1993 av Farra d'Isonzo-observatoriet i Farra d'Isonzo. Den är uppkallad efter Felice Ierman.
Asteroiden har en diameter på ungefär 15 kilometer.